# Sandvargen
Sandvargen är en bok från 2002 av den svenska barn- och ungdomsboksförfattaren Åsa Lind. Den tilldelades Svensk Biblioteksförenings pris Nils Holgersson-plaketten 2003. Boken fick uppföljarna Mera Sandvargen (2003) och Sandvargen och hela härligheten (2004).

## Handling
Zackarina leker ensam på stranden när hon en dag träffar Sandvargen. Zackarina och Sandvargen filosoferar tillsammans om stora och små frågor, om döden, universum och vad snart betyder. 